# ننله
ننله، یا شهرک اوراز از توابع بخش مرکزی شهرستان سنندج در استان کردستان ایران است. این منطقه در گذشته روستایی در اطراف سنندج بوده لیکن هم اکنون با نام شهرک اوراز به عنوان ناحیه منفصل شهری شهر سنندج درآمده است.

## جمعیت
شهرک اوراز در  حومه سنندج قرار دارد و براساس سرشماری مرکز آمار ایران در سال ۱۳۸۵، جمعیت آن ۳٬۷۵۳ نفر (۹۸۳خانوار) بوده‌است. جمعیت ننله به دلیل نزدیکی به شهر در سرشماری سال 95 جزو شهر سنندج محسوب شده است و اطلاع دقیقی از جمعیت نیست .اما با توجه به نزدیکی به شهر در سال 95 جمعیت این شهرک بیشتر از 7هزار نفر تخمین زده می شود.

## امکانات منطقه منفضل شهری ننله
این منطقه دارای مدارس ابتدایی و راهنمایی و دفتر خدماتی و خانه بهداشت است.